# Zhang Chenglong
Zhang Chenglong (kinesiska: 张成龙; pinyin: Zhāng Chénglóng), född den 12 maj 1989 i Zibo, Kina, är en kinesisk gymnast.
Han tog OS-guld i lagmångkampen i samband med de olympiska gymnastiktävlingarna 2012 i London och brons vid olympiska sommarspelen 2016 i Rio de Janeiro.